# Corey Knebel
Pour les articles homonymes, voir Knebel.
Corey Andrew Knebel (né le 26 novembre 1991 à Denton, Texas, États-Unis) est un lanceur de relève droitier des Phillies de Philadelphie de la Ligue majeure de baseball.

## Carrière

### Tigers de Détroit
Stoppeur des Longhorns de l'université du Texas à Austin, Corey Knebel est repêché par les Tigers de Détroit en 2013. Il est le second joueur choisi par le club en première ronde et le 39e athlète sélectionné au total. Knebel est le premier joueur de l'histoire du baseball majeur à être repêché grâce à un choix supplémentaire obtenu lors d'un échange, une chose auparavant interdite, les Tigers ayant reçu cette sélection des Marlins de Miami en même temps que le lanceur Aníbal Sánchez en juillet 2012.
Knebel, un lanceur de relève, fait ses débuts dans le baseball majeur avec les Tigers le 24 mai 2014 face aux Rangers du Texas. Il effectue 8 sorties en relève pour les Tigers et lance 8 manches et deux tiers au total pour eux en 2014. Il enregistre 11 retraits sur des prises mais accorde 7 points, dont 6 mérités.

### Brewers de Milwaukee
Le 23 juillet 2014, les Tigers échangent aux Rangers du Texas Corey Knebel et le lanceur droitier des ligues mineures Jake Thompson, contre le lanceur de relève droitier Joakim Soria. Knebel termine l'année avec l'Express de Round Rock, club-école de son nouveau club, mais n'a pas la chance de jouer un seul match avec les Rangers. Le 19 janvier 2015, il est avec le joueur d'arrêt-court Luis Sardiñas et le lanceur droitier des ligues mineures Marcos Diplan échangé par les Rangers aux Brewers de Milwaukee contre le lanceur partant droitier Yovani Gallardo.
Knebel fait ses débuts avec les Brewers en 2015. Comme lanceur de relève cette saison-là, il est envoyé 48 fois au monticule par l'équipe et maintient sa moyenne de points mérités à 3,22 en plus de réussit 58 retraits sur des prises en 50 manches et un tiers lancées.
Il est invité au Match des étoiles de la Ligue majeure de baseball 2017.
Knebel est en août 2017 élu meilleur releveur du mois dans la Ligue nationale.